# Sphaerocionium ciliatum
Sphaerocionium ciliatum là một loài thực vật có mạch trong họ Hymenophyllaceae. Loài này được (Sw.) Fée miêu tả khoa học đầu tiên năm 1857-1858.